# デイジー・チェインソー
デイジー・チェインソー（Daisy Chainsaw）は、1989年から1994年にかけて活動したイングランドのロック・グループで、ギタリスト兼ソングライターのクリスピン・グレイによって結成された。グループのオリジナルのリード・ボーカリストであるケイティ・ジェーン・ガーサイドは、バンド初期のEPと1992年のデビュー・アルバム『イレヴンティーン』に参加し、1993年に脱退した。

## 略歴
ケイティ・ジェーン・ガーサイドが、ギタリストのクリスピン・グレイが音楽誌に掲載した広告に応じた後、バンドは1989年に結成された。彼らのギグには、ブドウの木や縫いぐるみ人形がステージ全体に散らばり、ガーサイドは汚れたガウンを着て哺乳瓶からジュースを飲みながらのたうち回っていた。
バンドは、主にITVの『The Chart Show』や、Channel4の『The Word』というプライムタイムの番組への出演により、ヒット・シングル「ラヴ・ユア・マネー」を含むEP『Love Sick Pleasure』で成功を収めた。しかし、ガーサイドが喉の感染症を患っていたため、BBC TVの『トップ・オブ・ザ・ポップス』への出演を辞退しなければならなかった。「ラヴ・ユア・マネー」は、1992年2月に全英シングルチャートで26位となった。
マドンナのレーベルであるマーヴェリック・レコードとの契約の申し出を断り、後にインディーズ・レーベルのワン・リトル・インディアンと契約を交わした。続くシングルの「Pink Flower」(全英65位)と「Hope Your Dreams Come True」は、全英アルバムチャートの62位に達したデビュー・アルバム『イレヴンティーン』(1992年)と同様、適度な成功を収めただけとなった。
『イレヴンティーン』をサポートするため、新作『エヴリ・グッド・ボーイ・ディザーヴ・ファッジ』(1991年)をサポートするグランジ・バンドのマッドハニーや、デビュー作『プリティ・オン・ジ・インサイド』(1991年)をサポートするオルタナティヴ・ロック バンドのホールと共に、バンドはイギリスで大規模なツアーを行った。ホールのフロント・ウーマンであるコートニー・ラブは、ケイティ・ジェーン・ガーサイドのことを、自身とベイブズ・イン・トイランドのキャット・ビーエランドと並べて「最初の真のライオット・ガール」の1人として挙げたが、これらのバンドのどれもがライオット・ガールの動きに直接関係してはいなかった。
1992年、彼らはシープ・オン・ドラッグスとエレファント・ウィッチと一緒に英国ツアーを行った。
1993年、ガーサイドがバンドを脱退し、音楽シーンと世間の目から姿を消した。彼女のステージ上での躁病の演技とインタビューでの奇妙な行動のために、ガーサイドは精神病に陥ったという噂が広まった。伝えられるところによると、ガーサイドは湖水地方の家に引っ越しており、1999年まで公に知られることはなかった。
ベリンダ・リース (かつてのQueen Bのメンバー、ロンドンレコード、1990年)がこの時点で、デイジー・チェインソーのリード・ボーカリストとして参加し、再びワン・リトル・インディアンと契約して、デイジー・チェインソー最後のアルバム『フォー・ゼイ・ノウ・ノット・ホワット・ゼイ・ドゥ』をレコーディングしている。1993年にアルバムを宣伝するためにイギリスをツアーした後、アルバムはその翌年にリリースされた。リースは他のプロジェクトとコラボレートするため、アルバムのリリース前に脱退し、1994年にリリースされたテリー・ホールのアルバム『ホーム』で歌っている。彼女は、シングル「Forever J」のビデオとフロント・カバーにもフィーチャーされている。
残りの3人のメンバーは、解散する前に、ディジー・Q・ヴィッパー (Dizzy Q Viper)と改名し、ボーカルにクリスピン・グレイを起用したEPをリリースした。ディジー・Q・ヴィッパーの後に、ディジー・Q・ヴィッパーのメンバーに花代がリードボーカルとして加わったバンドであるヴァピッドリー (Vapid Dolly)が結成された。新世紀に入り、ガーサイドとグレイは音楽的な再会を果たし、クイーンアドリーナを結成した。ガーサイドは現在ライアー、フラワー (Liar, Flower)で、グレイはスターシャ・リー (Starsha Lee)で活動している。
クリスピン・グレイは、2021年5月、その後のバンドに加えて、デイジー・チェインソーの結成と歴史について詳しくインタビューを受けた。

## ディスコグラフィ

### スタジオ・アルバム
- 『イレヴンティーン』 - Eleventeen (1992年、One Little Indian)
- 『フォー・ゼイ・ノウ・ノット・ホワット・ゼイ・ドゥ』 - For They Know Not What They Do (1994年、One Little Indian)

### EP
- Love Sick Pleasure (1991年、Deva)
- You're Gruesome (1995年、95 Cheapskates)

### シングル
- 「ラヴ・ユア・マネー」 - "Love Your Money" (1991年)
- "Pink Flower" / "Room Eleven" (1992年)
- "Hope Your Dreams Come True" (1992年)
- "The Future Free" (1994年)
- "Love Me Forever" (1994年)